# 石井花子
石井 花子（いしい はなこ、1911年5月13日 - 2000年7月1日）は、20世紀の日本の女性。ソビエト連邦のスパイ、リヒャルト・ゾルゲの愛人として関係を持ち、ゾルゲが刑死した後は遺骨の埋葬や墓碑の建立を手がけ、回想録を刊行した。一時期三宅姓を名乗っていた（経緯は後述）。

## 来歴・人物

### 太平洋戦争中まで
岡山県倉敷市に生まれる。父は醸造業を営む資産家だったが、石井の母は正妻ではなく、夫を亡くした後に子女（男女二人の子がいた）の養育を頼って庇護を受けたという事情であった（ただし、石井によると父は継子の養育にはほとんど金を出さなかったという）。高等女学校を3年で中退。これは、母の影響で父が天理教の宣教師となり、教会を建てる目的でそれまで一家（父とは別の家をあてがわれていた）の暮らしていた家屋を売却したためだった。兄の勧めにより、岡山医科大学附属の看護婦養成所に進み、卒業後は義務となる1年間の医院勤務ののち、倉敷で姉と喫茶店を経営したが約1年で廃業、岡山市で働いた。この時期、戸籍上の親を実母に変更（養女の扱い）し、母の姓である「三宅」を名乗った。
1933年に上京し、ダンスホールや酒場を移りながら働く。1935年、銀座にあったドイツ人ヘルムート・ケテル経営の酒場「ラインゴールド」でウエイトレスをしている時にゾルゲと知り合う。石井の記述では、初めてゾルゲに会ったのはその誕生日である10月4日だった。以降、ゾルゲと交際する。1936年夏、初めてゾルゲの自宅に招かれ、このときは押し倒されても抵抗して帰宅したが、しばらくして2度目に訪問したときに受け入れた。1937年5月で「ラインゴールド」を辞め、同年1月に倉敷から呼び寄せた母や姪（それまで石井が住んでいたアパートの近くに家を借りて住んだ）とともに、ゾルゲの支援で生活するようになる。以降1941年にゾルゲが逮捕されるまで、石井はゾルゲの日本人妻として過ごした。ゾルゲは石井を交際当初は店の源氏名である「アグネス」と呼んでいたが、後には「みや子」と呼んだ。
この間、石井はゾルゲの情報収集はその仕事（新聞記者）の一環であると考えていた。ゾルゲの仲間のうち、マックス・クラウゼンはしばしば石井の滞在時にもゾルゲ宅を訪れたが、ブランコ・ド・ヴーケリッチは1939年頃に2、3度見ただけでゾルゲからも紹介されなかったという。また、石井がゾルゲとの結婚や子供を望む意思を伝えても、ゾルゲは同意しなかった。ゾルゲは石井が日本人の男性と寄り添うべきだと考え、ゾルゲの知り合いがいいと答えた石井に尾崎秀実を薦めた（既婚者と知って取り下げ）こともあった。
1941年夏に麻布鳥居坂警察署（現在は麻布警察署に統合）からゾルゲとの関係について厳しく聴取を受けた。それを知ったゾルゲは初めて自らの任務を明かしたという。石井の著書の記述では、その表現は「自分が生きれば戦争が起きるが、自分が働いて死ねば、日本国民は幸せになる」「自分は日本政府が早く負けるようにした」といったものであった。
同年10月4日のゾルゲの誕生日に銀座のドイツ料理店「ローマイヤ」で会食したのが最後の面会だった。このとき、ゾルゲは日米開戦の可能性とその帰趨（日本はアメリカには勝つことはない）を語り、店を出た後は警察の監視があるという理由で石井を母の自宅に帰るよう促して（大丈夫なら電報で呼ぶと告げた）、石井もそれに従った。2週間後の10月18日にゾルゲはゾルゲ事件の容疑者として逮捕される。石井は、聴取を受けた麻布鳥居坂警察署の特高主任からゾルゲの逮捕とスパイであったことを伝えられたが、それ以上の消息を知らされないまま、1942年5月にゾルゲ事件の報道が公表される。1943年8月には石井も淀橋警察署に留置されて取り調べを受ける（麻布鳥居坂警察署の特高主任への取り次ぎを依頼して釈放された）。死刑判決を受けたゾルゲは1944年11月7日に巣鴨拘置所で処刑され、その事実は報道されなかったため当時石井は知ることがなかった。1944年に母が死去すると、再び父の戸籍に戻り、石井姓になった。
ゾルゲにはソ連本国に正式に結婚した妻がいた（1943年死去。その事実はゾルゲに伝えられなかった）。ほかにも複数の愛人が存在したことが戦後に判明している。ゾルゲは日本滞在中、家政婦には一度も結婚したことがないと話し、石井も（正式な結婚をしていないという意味で）独身であると考えていた。

### 戦後
戦後、ゾルゲの死去を知る。1948年にゾルゲの回想録の執筆を始める。同年10月末、書店でゾルゲ事件を扱った小冊子を見つけて購入し、その中にゾルゲの遺体が雑司ヶ谷霊園の共同墓地に埋葬されていると記載されていた。石井はゾルゲの埋葬場所を確認するため雑司ヶ谷霊園に出向いたが、手がかりがないと返答され、情報を持っているのではないかと言われた東京拘置所（巣鴨から小菅に移転していた）では担当者の不在や「アメリカの国際関係が微妙であること」を理由に即答を避けられる。結局、探索開始から10ヶ月が経過した1949年11月8日に雑司ヶ谷で埋葬場所を伝えられ、11月16日に遺体を発掘（白骨化していた）の上、荼毘に付した。
この間、ゾルゲの回想録は1949年5月にその一部を雑誌『旬刊ニュース』に発表の後、7月に『人間ゾルゲ』の題で刊行された（「三宅華子」名義）。石井はゾルゲの遺骨を多磨霊園に改葬することを（発掘前に）決め、自著の印税を墓地購入費に充てた。改葬は、発掘から約1年後の1950年11月8日だった。
1937年に肋膜炎に罹患して以来、体調不良の多かった石井は、1952年12月に肺結核の診断が下され、化学療法の後、1954年2月より入院、3月に肺の空洞を切開する手術を受けた。手術は成功したが、1955年1月末まで11ヶ月間の入院生活を送った。
尾崎秀樹や川合貞吉の誘いにより、1955年から多磨霊園でのゾルゲ・尾崎墓前祭（命日前後に実施）に参加した。1956年11月、「尾崎・ゾルゲ事件犠牲者救援会」の支援も受け、多磨霊園のゾルゲの墓地に墓碑が建立された。それに先立ち、回想録の増補改訂版となる『愛のすべてを…人間ゾルゲ』を刊行したが、この書籍は墓碑建設資金を得ることもその目的であった。
当初、二重スパイとみなして黙殺した旧ソ連は1964年ようやくゾルゲの名誉を回復する「ソ連邦英雄」の称号を与えた。名誉回復後、ソ連政府はゾルゲの墓碑の改修費用を出し、石井に対してはソ連国防省から少額の年金も支給された。1965年に石井は初めてソ連を訪問した。1967年にはモスクワに招かれて、テレビ番組でゾルゲについての回想を語った。
1991年には、ゾルゲ事件50周年記念集会の準備に協力した。
2000年7月1日没。葬儀・告別式は日華葬斎場でおこなわれた。享年89歳。生涯独身だった。墓所は多磨霊園。

## 著書
1956年の鱒書房版以降は本名の「石井花子」名での刊行。いずれも『人間ゾルゲ』だが、1956年の鱒書房版、1967年の勁草書房版でそれぞれ増補がなされているため、この3つには内容に違いがある（各・文庫原版は勁草書房）。
- 『人間ゾルゲ』日新書店、1949年（「三宅華子」名義）[35]
- 『愛のすべてを―人間ゾルゲ 』鱒書房 、1956年
- 『人間ゾルゲ』勁草書房、1967年
- 『人間ゾルゲ』徳間書店<徳間文庫>、1986年
- 『人間ゾルゲ』角川書店<角川文庫>、2003年

## 石井花子を演じた人物
- 葉月里緒奈 - スパイ・ゾルゲ（2003年、作中の役名は「三宅華子」）
- 中丸シオン - スパイを愛した女たち リヒャルト・ゾルゲ（ロシア語版）（ロシアのテレビドラマ、2017年撮影、2019年放映[注 6]）[44][47]